# Gottschaunalm
Die Gottschaunalm ist eine Alm an der Nordseite des Virgentals in Osttirol. Sie liegt auf einer Höhe von 1943 m ü. A. in der Venedigergruppe.

## Zugänge
Man kann die Alm vom Weiler Marin (Parkplatz, 1423 m ü. A.) über einen direkten Steig, einen Kreuzweg – vorbei an der Allerheiligenkapelle (1693 m ü. A.) – oder von Obermauern (1303 m ü. A.) dem Kleinen Nilltal folgend erreichen.

## Bewirtschaftung
Auf der aussichtsreichen Wiese steht eine privat bewirtschaftete Almhütte mit Produkten aus eigener Herstellung (Mitte Juni bis Ende September – Freitag Ruhetag); eine Übernachtungsmöglichkeit besteht für Besucher nicht.

## Übergänge
Von der Alm sind die Nilljochhütte (1975 m ü. A., mit Übernachtungsmöglichkeit) und Schmiedleralm (2076 m ü. A.) im Großen Nilltal sowie weiter oben die Stuhleralm (2310 m ü. A.) und Bonn-Matreier Hütte (2750 m ü. A.) zu erreichen.

## Nachweis
1. 1 2  
Lage & Höhe bei AMap (BEV).